# Piracema

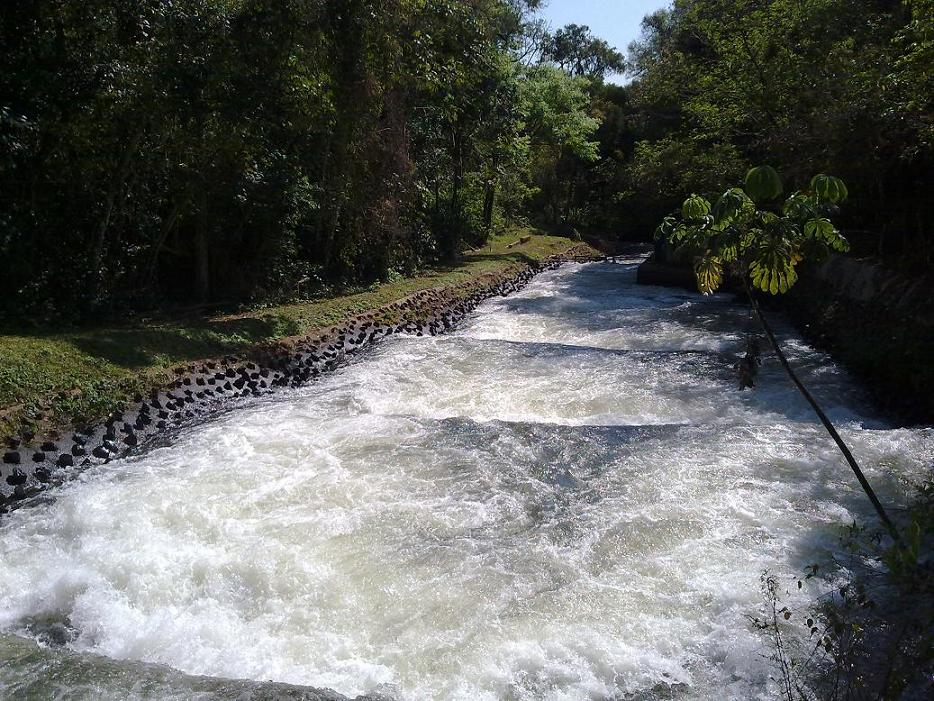
Canal de piracema da Usina Hidrelétrica de Itaipuː o canal permite, aos peixes, subir a correnteza para desovar

Piracema é o período de reprodução dos peixes. Durante esse período, eles se deslocam até as nascentes dos rios ou até regiões rasas dos rios com ervas para desovar.

## Etimologia
O termo tem origem na língua tupi antiga e significa "saída de peixe", através da justaposição dos termos pirá ("peixe") e sema ("saída"), formando uma relação genitiva. O nome se refere à saída dos peixes para a desova.

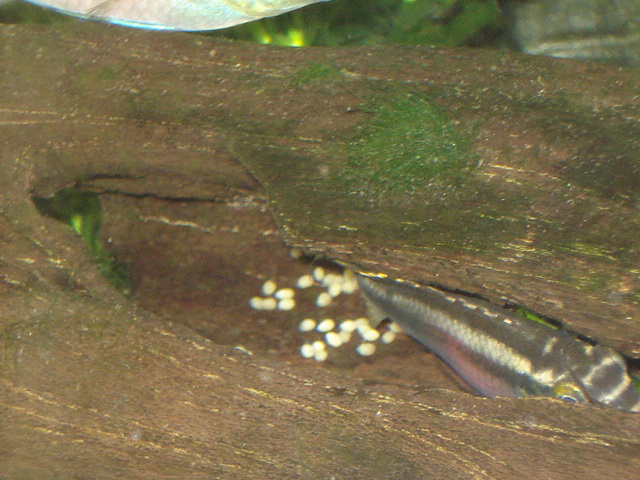
Pelvicachromis desovando